# Enchenberg
Enchenberg is een gemeente in het Franse departement Moselle (regio Grand Est). Enchenberg telde op 1 januari 2022 1.210 inwoners.
De gemeente maakt deel uit van het arrondissement Sarreguemines en sinds begin 2015 van het kanton Bitche. Daarvoor maakte het deel uit van het inmiddels opgeheven kanton Rohrbach-lès-Bitche.

## Geografie
De oppervlakte van Enchenberg bedroeg op 1 januari 2022 9,73 vierkante kilometer; de bevolkingsdichtheid was toen 124,4 inwoners per km².

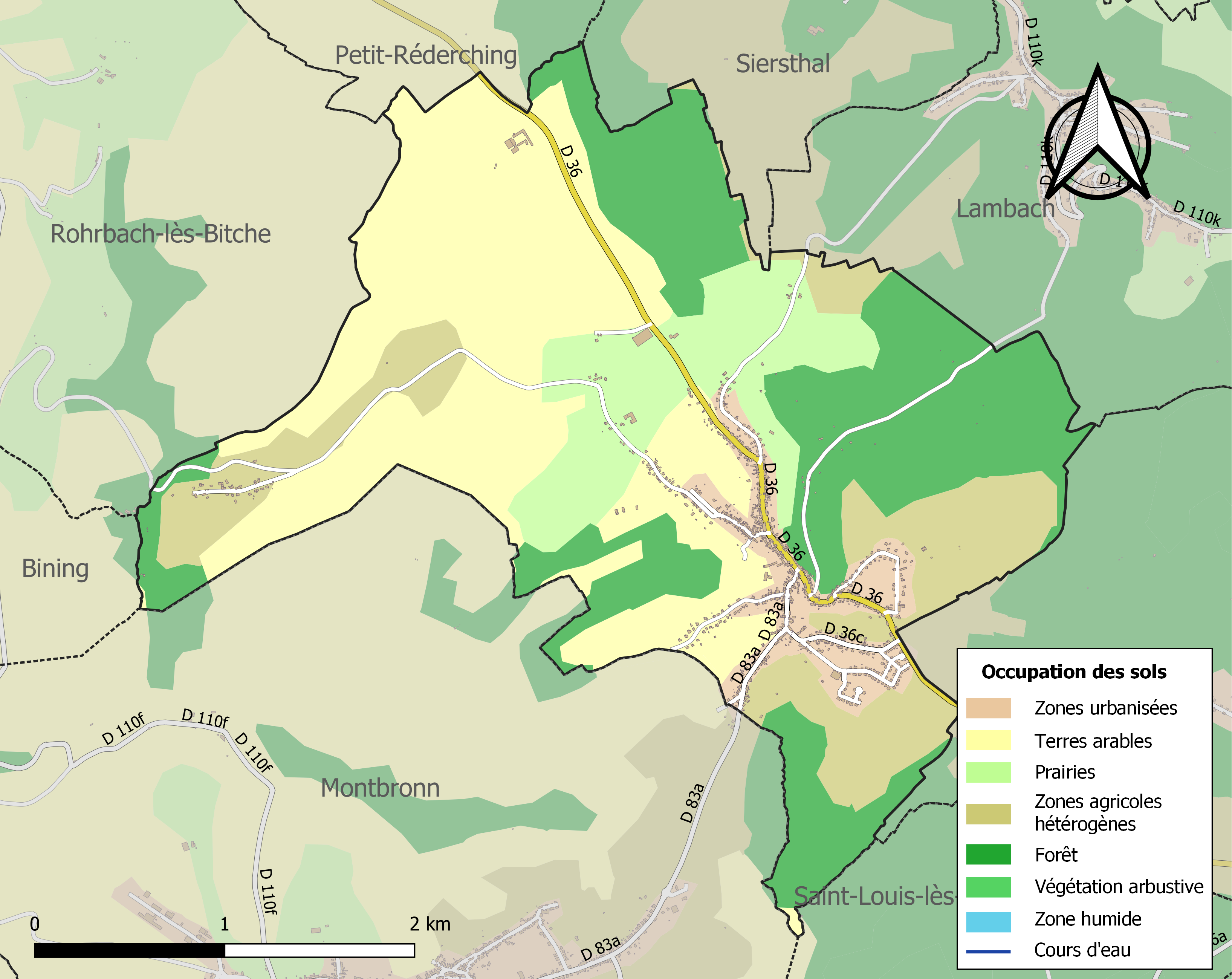
Kaart van de gemeente met de belangrijkste infrastructuur, bodemgebruik en omliggende gemeenten

## Demografie
Onderstaande figuur toont het verloop van het inwonertal (bron: INSEE-tellingen).